# Hrabstwo Polk (Georgia)

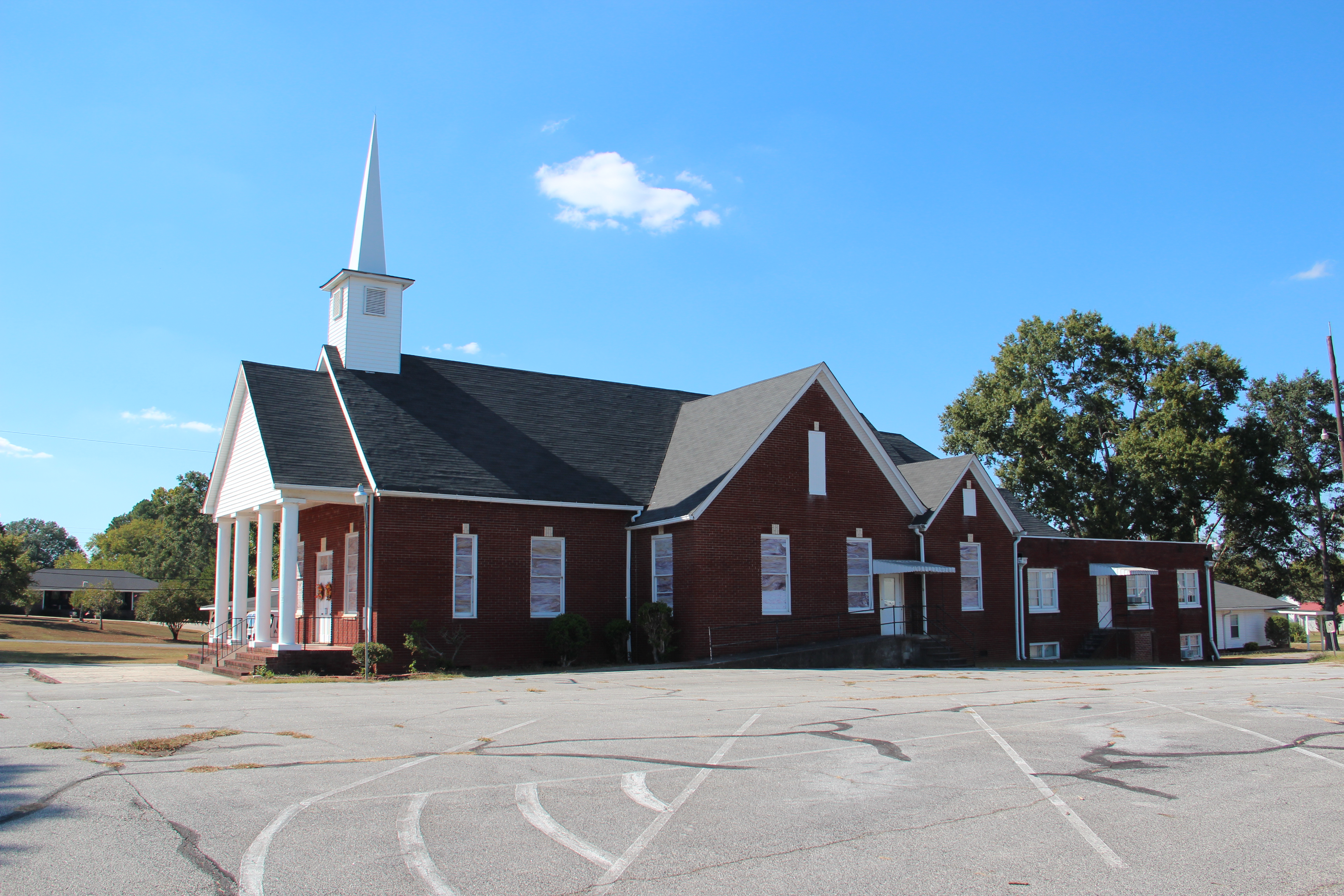
Kościół baptystyczny w Aragon

Hrabstwo Polk (ang. Polk County) – hrabstwo w stanie Georgia w Stanach Zjednoczonych. Jego siedzibą administracyjną jest Cedartown.

## Geografia
Według spisu z 2000 roku obszar całkowity hrabstwa obejmuje powierzchnię 312,13 mil2 (808,41 km²), z czego 311,14 mil2 (805,85 km²) stanowią lądy, a 0,99 mil2 (2,56 km²) stanowią wody.

### Miejscowości
- Aragon
- Cedartown
- Rockmart

### Sąsiednie hrabstwa
- Hrabstwo Floyd, Georgia (północ)
- Hrabstwo Bartow, Georgia (północny wschód)
- Hrabstwo Paulding, Georgia (wschód)
- Hrabstwo Haralson, Georgia (południe)
- Hrabstwo Cleburne, Alabama (południowy zachód)
- Hrabstwo Cherokee, Alabama (zachód)

## Demografia
Według spisu w 2020 roku liczy 42,9 tys. mieszkańców, w tym 70,8% stanowiła biała ludność nielatynoska, 14,1% to Latynosi, 13% to Afroamerykanie lub czarnoskórzy, 2,1% było rasy mieszanej, 0,9% to rdzenna ludność Ameryki, 0,8% to Azjaci i 0,2% pochodziła z wysp Pacyfiku. 

## Religia
W 2020 roku większość mieszkańców to protestanci, z największą denominacją Południową Konwencją Baptystów (34,2%). 11,8% było członkami Kościoła katolickiego. Inne większe ugrupowania pod względem członkostwa, to: bezdenominacyjne zbory ewangelikalne (5,1%), zielonoświątkowcy (8 zborów), inni baptyści (3,7%), metodyści (3%), świadkowie Jehowy (1,35%), mormoni (0,88%) i Kościoły Chrystusowe (0,76%).

## Polityka
Hrabstwo jest silnie republikańskie, gdzie w wyborach prezydenckich w 2020 roku, 78,1% głosów otrzymał Donald Trump i 21% przypadło dla Joe Bidena.